# Habib Beye
Habib Beye, född 19 oktober 1977, är en senegalesisk fotbollstränare och tidigare fotbollsspelare (back). Han är sedan 2025 huvudtränare i Rennes.
Beye spelade från år 1997-98 i Paris Saint-Germain. Senare från 1998-03 i RC Strasbourg. Och köptes till Newcastle av Marseille där han spelade från 2003-09. Han avslutade sin karriär i Championship-klubben Doncaster Rovers.

## Tränarkarriär
Den 30 januari 2025 blev Beye anställd som ny huvudtränare i Ligue 1-klubben Rennes.